# 織田三位
織田 三位（おだ さんみ）は、戦国時代の武将。尾張国守護代・織田信友の家老。

## 経歴
戦国時代初期、尾張守護・斯波義統や守護代・織田信友には実権はなく、家老坂井大膳や河尻与一や織田三位らが下四郡守護代織田宗家の家老として家政を牛耳っていたが、尾張では織田氏傍系の清洲三奉行の一人、織田信秀とその子信長が守護や守護代を凌ぐ勢いを得ており、国内は混沌とした情勢下にあった。天文23年（1554年）7月、織田宗家の傀儡としての立場に不満を抱いていた斯波義統から信長に織田宗家の信長打倒の密議を漏らす事態が起こり、これを「御謀反」と怒った大膳や三位らが信友を説得し、義統の子・義銀が屈強な家臣を率いて川狩りに出かけるのを見計い、義統を襲撃し切腹させる事態が発生。義銀は信長に庇護されたため、新守護義銀を奉じた信長が清洲の宗家を攻撃する安食の戦いが勃発した。この結果、清州方は敗れ、三位は斯波氏家臣の由宇喜一によって討たれた。信友も翌年に自害においこまれ、大膳は駿河国の今川義元の下に逃亡した。

## 参考資料
- 谷口克広著『織田信長合戦全録―桶狭間から本能寺』（中央公論新社、2002年）ISBN 4121016254
- 堀新編『信長公記を読む』（吉川弘文館、2009年) ISBN 464207158X